# Cody Drameh
Cody Drameh (Dulwich, 8 de diciembre de 2001) es un futbolista británico que juega en la demarcación de defensa para el Hull City A. F. C. de la EFL Championship.

## Biografía
Tras formarse como futbolista en la cantera del Fulham F. C., en 2020 se marchó traspasado a la disciplina del Leeds United F. C. Después de una temporada en las categorías inferiores del club, finalmente debutó con el primer equipo el 26 de octubre de 2021 en un encuentro de la Copa de la Liga contra el Arsenal F. C., partido que finalizó con un marcador de 2-0 a favor del club londinense tras los goles de Calum Chambers y Eddie Nketiah. Cinco días después debutó en la Premier League contra el Norwich City F. C. Jugó tres partidos más esa misma campaña antes de salir cedido en enero de 2022 al Cardiff City F. C. hasta el final de la misma. Un año después volvió a ser prestado, siendo esta vez el Luton Town F. C. su destino. Ayudó al equipo a ascender a la Premier League y la siguiente temporada, tras haberla empezado en Leeds, fue cedido al Birmingham City F. C.
El 23 de julio de 2024 fichó por el Hull City A. F. C. con un contrato de tres años.

## Clubes
| Club                           | País       | Año       | Partidos | Goles |
| ------------------------------ | ---------- | --------- | -------- | ----- |
| Leeds United F. C.             | Inglaterra | 2021-2022 | 5        | 0     |
| Cardiff City F. C. (cedido)    | Gales      | 2022      | 22       | 0     |
| Leeds United F. C.             | Inglaterra | 2022-2023 | 3        | 0     |
| Luton Town F. C. (cedido)      | Inglaterra | 2023      | 19       | 0     |
| Leeds United F. C.             | Inglaterra | 2023      | 2        | 0     |
| Birmingham City F. C. (cedido) | Inglaterra | 2023-2024 | 30       | 0     |
| Hull City A. F. C.             | Inglaterra | 2024-     | 29       | 1     |